# Scadoxus cyrtanthiflorus
Scadoxus cyrtanthiflorus är en amaryllisväxtart som först beskrevs av Charles Henry Wright, och fick sitt nu gällande namn av Ib Friis och Inger Nordal. Scadoxus cyrtanthiflorus ingår i släktet Scadoxus och familjen amaryllisväxter. Inga underarter finns listade i Catalogue of Life.

## Bildgalleri

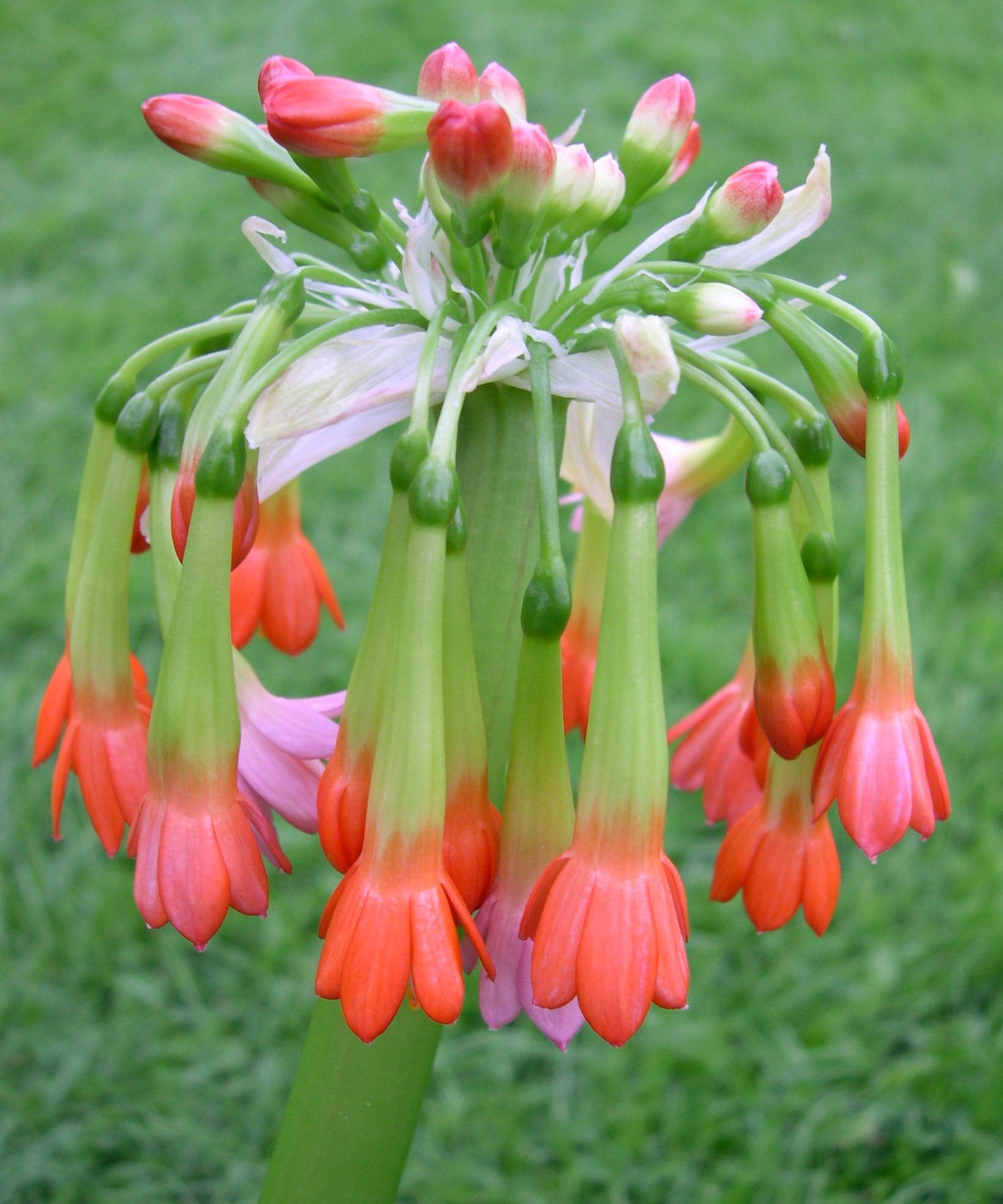
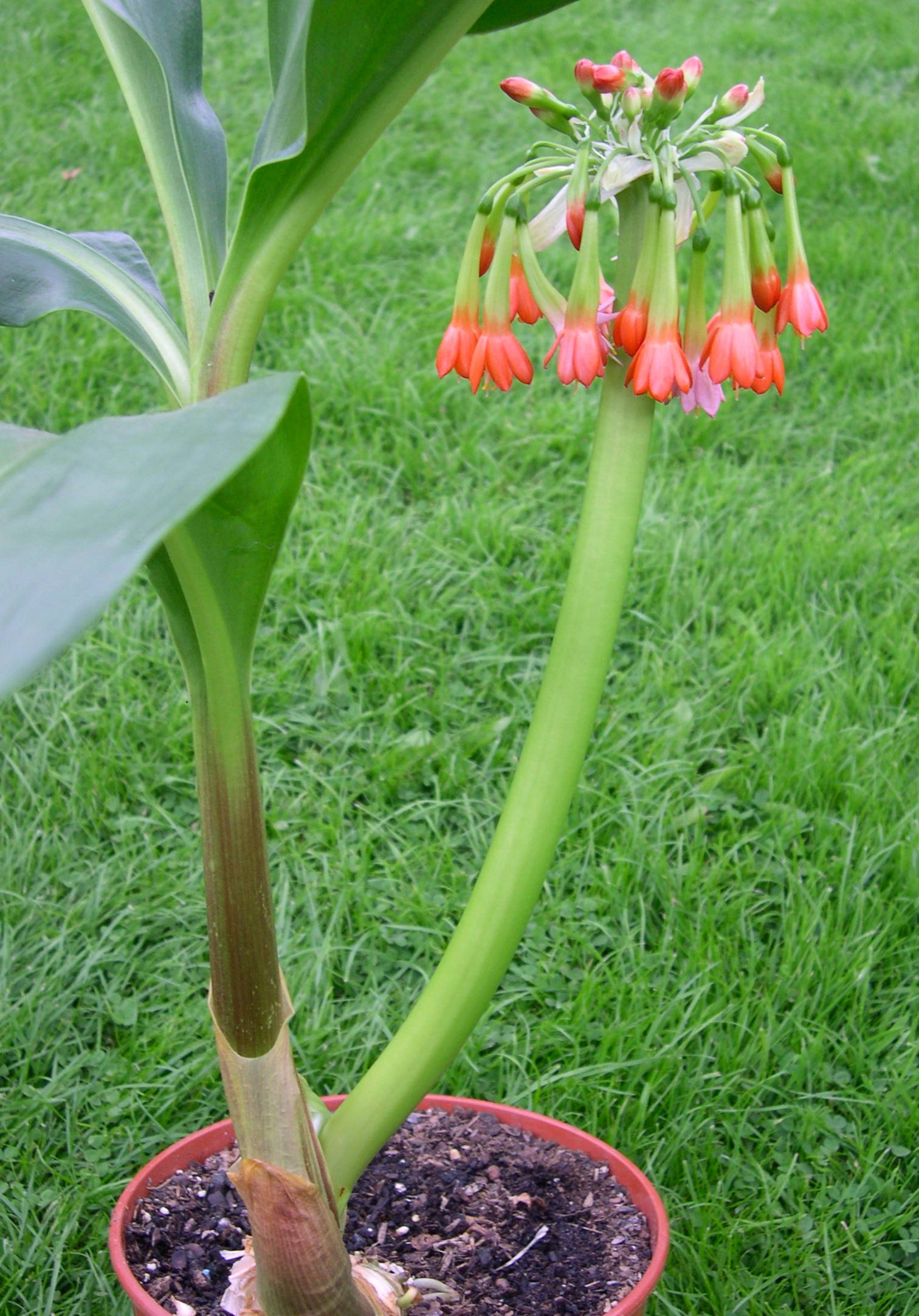